# Alfred von Loewenfeld
Pour les articles homonymes, voir von Loewenfeld.
Alfred Franz Julius Leonhard Höffer von Loewenfeld (né le 17 octobre 1848 à Spandau et mort le 1er décembre 1927 à Charlottenbourg) est un général d'infanterie prussien et adjudant général de l'empereur Guillaume II.

## Biographie

### Famille
Alfred descend d'une famille noble souabe et est le fils du général prussien de l'infanterie Julius von Loewenfeld (1808-1880) et son épouse Karoline, née baronne Schilling von Cannstatt (de) (1811-1900). Son frère aîné était le général de division Julius von Loewenfeld (1838-1916).
Alfred von Loewenfeld est resté célibataire. Son neveu est le futur vice-amiral Wilfried von Loewenfeld (1879-1946).

### Carrière militaire
Loewenfeld rejoint le 12 mars 1869 le 1er régiment à pied de la Garde de l'armée prussienne. Avec ce régiment, il participe à la guerre contre la France en 1870/71. Blessé à la bataille de Saint-Privat en août 1870, il est promu sous-lieutenant un mois plus tard. Pour ses services pendant la guerre, il reçoit la Croix de fer de 2e classe. De juin à la mi-septembre 1876, il est adjudant de la 1re brigade d'infanterie de la Garde. Le 18 février 1878, il est promu premier lieutenant. À ce titre, Loewenfeld est affecté au Grand État-Major général pour un an à partir du 13 mai 1880, puis à nouveau comme adjudant de la 1re brigade d'infanterie de la Garde à partir du 11 mars 1882. Le 10 mars 1883, il est promu capitaine et nommé commandant de compagnie. Cinq ans plus tard, le 20 novembre 1888, il est placé à la suite de son régiment et adjudant du ministre de la Guerre Paul Bronsart von Schellendorff. Promu major le 22 mars 1889, Loewenfeld retourne au service des troupes le 18 juin 1892 et devient commandant de bataillon au 3e régiment à pied de la Garde. En tant que Lieutenant-colonel et donc officier d'état-major  conformément à son grade, c'est-à-dire adjoint au commandant du régiment, il sert dans le régiment de fusiliers de la Garde et est ensuite transféré au ministère de la Guerre en tant que chef de service. Loewenfeld est également nommé adjudant d'aile de l'empereur Guillaume II le 10 juin 1896, et commandant de la compagnie de la Garde du château (de) le 12 septembre 1896. Promu colonel le 22 mars 1897, il est nommé commandant du 3e régiment à pied de la Garde le 15 juin 1898, le laissant dans son poste d'adjudant d'aile. Loewenfeld abandonne ce poste le 21 juillet 1900, est ensuite affecté au commandement de la 33e brigade d'infanterie à Altona et est nommé commandant de cette brigade le 12 août 1900, avec promotion au grade de général de division. Avec sa promotion au grade de lieutenant général le 24 avril 1904 Loewenfeld devient commandant de la 1re division de la Garde, qu'il a déjà été chargé de commander auparavant. En outre, l'empereur le nomme son adjudant général à cette date.
À la fin de 1905, Loewenfeld est membre de la commission pour la révision des règlements d'exercice pour l'infanterie.
Le 9 février 1908, Loewenfeld est chargé de diriger le 10e corps d'armée. Promu général d'infanterie le 29 mai 1909, il devient général commandant du corps de la Garde, qu'il dirige jusqu'au 28 février 1913. Tout en demeurant à son poste d'adjudant général, Loewenfeld est ensuite mis à la disposition ainsi qu'à la suite du 3e régiment à pied de la Garde et en même temps membre à vie de la chambre des seigneurs de Prusse. Pendant la Première Guerre mondiale, Loewenfeld est réaffecté à la tête du commandement général adjoint du corps de la Garde.
Pour ses nombreuses années de service, Loewenfeld est décoré, entre autres, du collier de l'Ordre de l'Aigle noir et la Grand-croix de l'Ordre de l'Aigle rouge avec une couronne.

## Remarques
1. ↑  Der Name Höffer ist in dieser Familie ein über Generationen gebrauchter Vorname. Die Familie vermutet ihren Ursprung in der Person Friedrich Höffer, kaiserlicher Stadtrichter zu Wien, 1633 in den Reichsadelsstand erhoben. Jedoch wird ausschließlich Loewenfeld als Familienname gebraucht - in korrekter Schreibweise mit oe.